# Projekt 955
Das Projekt 955/955A Borei (russisch Борей, nach dem griechischen Windgott Boreas, NATO-Bezeichnung: Borei-Klasse oder auch Borej-Klasse) ist eine Klasse von Atom-U-Booten der russischen Marine. Die Borei ist SSBN-Trägersystem für seegestützte Interkontinentalraketen. Die Klasse stellt innerhalb der russischen Flotte die 4. Generation von strategischen atomgetriebenen Unterseebooten dar und wird von russischer Seite als derzeit modernste SSBN-Einheit weltweit angesehen.

## Entwicklungsgeschichte

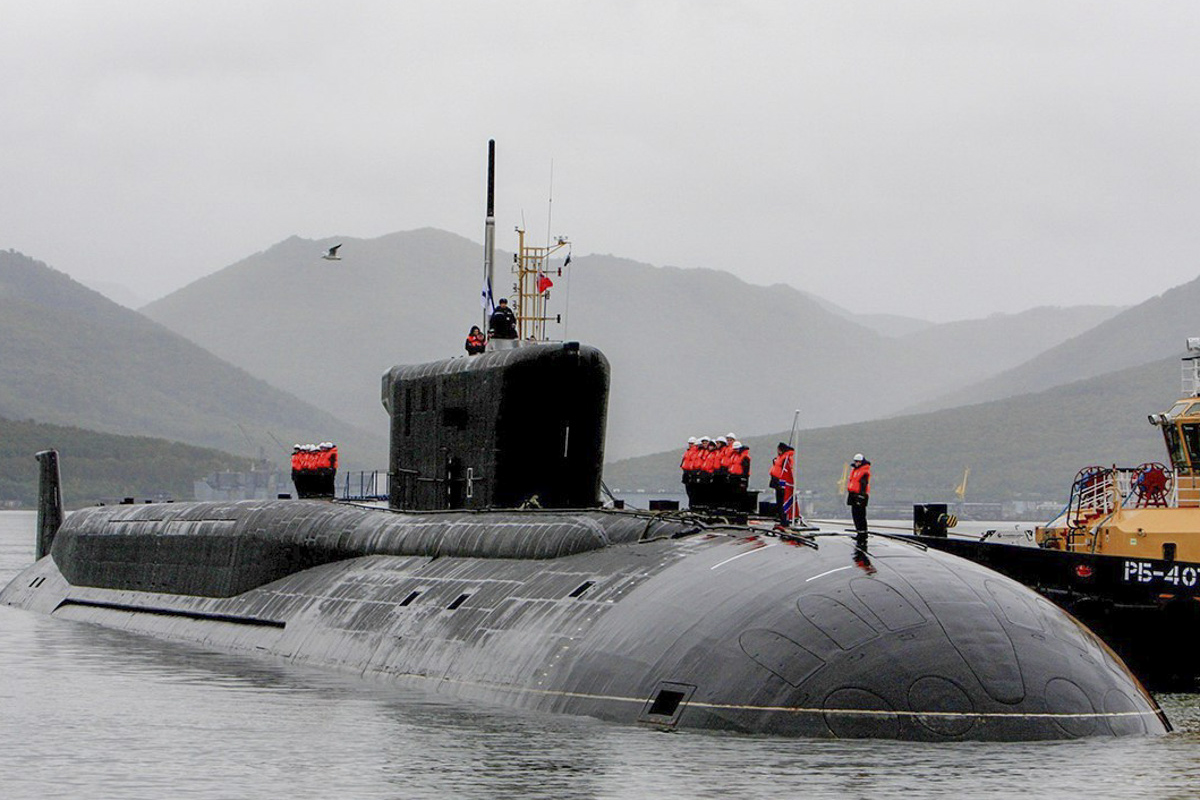
Alexander Newski, 2015

Die Entwicklung wurde wahrscheinlich noch vor dem Zerfall der Sowjetunion 1991, gleichzeitig mit den Projekten 667BDRM und 941, gestartet. Die grundsätzliche Entwicklung lief bis 1996 und wurde dem Westen bekannt, als das erste Boot dieses neuen Typs in der Sewmasch-Werft in Sewerodwinsk auf Kiel gelegt wurde. 1998 wurde das Projekt erneut geringfügig abgeändert.
Der Bau der Boote verzögerte sich immer wieder; die Gründe dafür waren vielschichtig. Neben finanziellen Problemen war auch der Zerfall der Sowjetunion eine Ursache, da sich Zulieferer nunmehr außerhalb Russlands befanden; beispielsweise der bisherige Stahllieferant Asowstal in der Ukraine. Daher wurde für die ersten beiden Einheiten der Stahl der in der Werft 402 aufgelegten Jagd-U-Boote K-333 und K-337 (Projekt 971) verwendet. Die Bauzeit der ersten vier Einheiten zog sich schließlich von 1996 (Kiellegung der Juri Dolgoruki) bis 2020 (Indienststellung der Knjas Wladimir) hin. Die vier folgenden Einheiten wurden in den Jahren 2014 bis 2016 auf Kiel gelegt.

## Ausstattung

Zeichnung der Steuerbordansicht von Projekt 955

Zeichnung der Steuerbordansicht von Projekt 955A

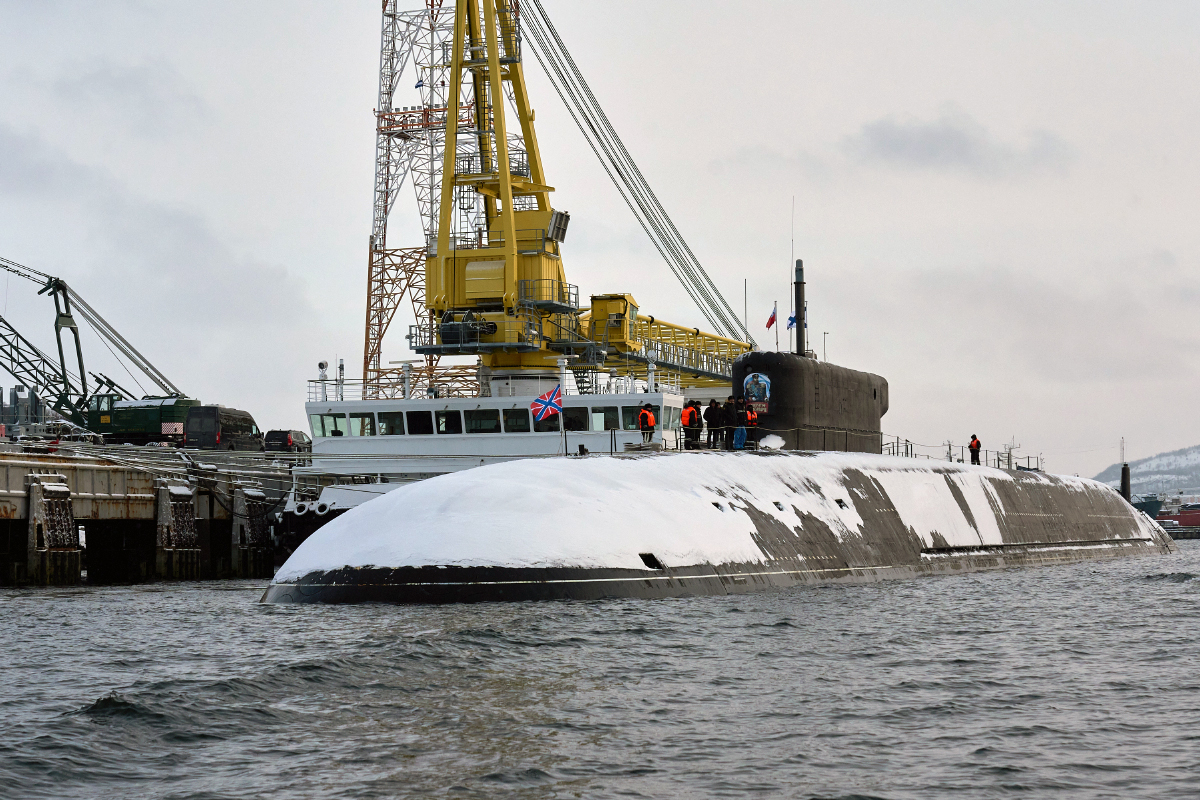
Das Ende 2023 in Dienst gestellte Projekt-955A-SSBN K-554 Imperator Aleksandr III im Jahr 2024

Für Projekt 955 war zunächst die Rakete R-39UTTCh Grom vorgesehen, die im Makejew-Raketenkonstruktionsbüro entwickelt wurde. Makejew konnte die vorgeschriebenen Abmessungen der Rakete nicht einhalten, weshalb das Atom-U-Boot selbst umgebaut werden musste. Bei den Tests dieser Rakete wurden auch andere Mängel festgestellt. Als die Rakete 1998 schließlich zu 80 Prozent fertig war, wurde das Projekt beendet.
Die Hauptbewaffnung der Juri Dolgoruki sind 16 Interkontinentalraketen vom Typ R-30 Bulawa (SS-N-32) mit Feststoffantrieb. Jede dieser Raketen kann 6–10 nukleare Gefechtsköpfe mit einer Sprengkraft von je 100–150 kt tragen. Auch bei der Entwicklung der Bulawa gab es Schwierigkeiten. Bis Dezember 2011 wurden achtzehn Starttests durchgeführt, von denen sieben fehlschlugen.
Neben der Raketenbewaffnung verfügen die Boote der Klasse über 6 Torpedorohre im Kaliber 533 mm. Über eine mögliche zusätzliche Bewaffnung mit aus den Torpedorohren abfeuerbaren S-10-„Granat“-Marschflugkörpern (SS-N-21 Sampson) wird spekuliert.
Alle bisherigen SSBN der Projekt-667A-Boote bis zu 667BDRM mussten zum Start der Raketen entweder stoppen oder langsamer als 3 Knoten fahren. Die Boote des Projektes 667BDRM und 941 können vier Raketen gleichzeitig starten. Bei den neuen Booten sind die Silos in einem Winkel von 25 bis 35 Grad – analog den SSGN – eingebaut. So kann das Boot beim Ausstoßen der Raketen in 65 Metern Tiefe bis zu 15 Knoten Fahrt machen.
Am 12. Dezember 2020 wurde die Mehrfach-Startfähigkeit erfolgreich von der Wladimir Monomach demonstriert, die 4 Bulawa-Interkontinentalraketen im Ochotskischen Meer zu 5500 km entfernten Zielen auf einem Schießplatz in Russland startete. Dies war der erste Mehrfach-Test und auch der erste in Ost-West-Richtung der Bulawa.
Die Boote sind mit einer Rettungskapsel für die gesamte Besatzung im Turm ausgerüstet.

## Einheiten
| Kennung | Name                                           | Projekt | Kiellegung        | Stapellauf        | In Dienst         | außer Dienst | Anmerkungen                                                     |
| ------- | ---------------------------------------------- | ------- | ----------------- | ----------------- | ----------------- | ------------ | --------------------------------------------------------------- |
| K-535   | Juri Dolgoruki                                 | 955     | 2. November 1996  | 12. Februar 2008  | 10. Januar 2013   |              | aktiv, Nordflotte (31. U-Boot-Division/12. U-Bootgeschwader)    |
| K-550   | Alexander Newski                               | 955     | 19. März 2004     | 13. Dezember 2010 | 23. Dezember 2013 |              | aktiv, Pazifikflotte (25. U-Boot-Division/16. U-Bootgeschwader) |
| K-551   | Wladimir Monomach                              | 955     | 19. März 2006     | 30. Dezember 2012 | 19. Dezember 2014 |              | aktiv, Pazifikflotte (25. U-Boot-Division/16. U-Bootgeschwader) |
| K-549   | Knjas Wladimir (geplant als Swjatitel Nikolai) | 955A    | 30. Juli 2012     | 17. November 2017 | 12. Juni 2020     |              | aktiv, Nordflotte (31. U-Boot-Division/12. U-Bootgeschwader)    |
| K-552   | Knjas Oleg                                     | 955A    | 27. Juli 2014     | 16. Juli 2020     | 21. Dezember 2021 |              | aktiv, Pazifikflotte                                            |
| K-553   | Generalissimus Suworow                         | 955A    | 26. Dezember 2014 | 25. Dezember 2021 | 29. Dezember 2022 |              | aktiv, Pazifikflotte                                            |
| K-554   | Imperator Alexander III.                       | 955A    | 18. Dezember 2015 | 29. Dezember 2022 | November 2023     |              | aktiv, Pazifikflotte                                            |
| K-555   | Knjas Poscharski                               | 955A    | 23. Dezember 2016 | –                 | 25. Juli 2025     |              | aktiv, Nordflotte                                               |
| …       | Knjas Potemkin                                 | 955A    | 23. August 2021   | –                 | 2028              |              | im Bau, Nordflotte                                              |
| …       | Dmitri Donskoi                                 | 955A    | 23. August 2021   | –                 | 2029              |              | im Bau, Nordflotte                                              |
| …       |                                                | 955A    | 2023              | –                 | –                 |              | in Planung                                                      |
| …       |                                                | 955A    | 2023              | –                 | –                 |              | in Planung                                                      |